# Procedimento do álbum
O procedimento do álbum em russo:  "в альбомном порядке" foi um procedimento simplificado de condenação extrajudicial da NKVD, introduzido na União Soviética durante o Grande Expurgo. O nível de punição (execução ou prisão) das pessoas detidas foi decidido pelos órgãos locais durante a investigação; as listas dos condenados foram enviadas à sede da NKVD, onde foram aprovadas em massa e devolvidas para aplicação imediata da punição. O nome do procedimento vem do fato de que as listas coletadas nos órgãos médios do NKVD foram encadernadas em álbuns.
O procedimento foi introduzido na ordem NKVD de 11 de agosto de 1937 nº 00485 "Sobre a liquidação de grupos e unidades de sabotagem e espionagem poloneses de POW" (POW significa Organização Militar Polonesa, Polska Organizacja Wojskowa) O pedido especifica o processo da seguinte maneira:
- Durante as investigações, todos os presos devem ser classificados em duas categorias: Primeira Categoria, sujeita a execução por tiro, Segunda Categoria: sujeita a colocação em prisões e campos de trabalho do GULAG. (Desde a época dos expurgos, os eufemismos "Primeira categoria" e "Segunda categoria" estão em uso há muito tempo, tanto na linguagem jurídica quanto na linguagem comum)
- A cada 10 dias, listas dos condenados com breves resumos dos casos devem ser enviadas à URSS NKVD.
- As listas são compiladas pelos órgãos locais da NKVD e as categorias (primeira ou segunda) são atribuídas pelos chefes e promotores da NKVD da república, oblast ou krai.
- Após a aprovação do NKVD da União Soviética e do Procurador Geral da União Soviética, as condenações são imediatamente postas em prática.

O procedimento foi complementar às condenações realizadas pela NKVD Troikas, introduzidas em 30 de julho de 1937, NKVD, Ordem nº. 00447.
Ainda assim, o número de condenações foi tão avassalador que, em 15 de setembro de 1938, foram introduzidas as Troikas especiais de nível regional mais baixo, com o direito de impor penas de morte e executá-las imediatamente.
As Troikas da NKVD de todos os níveis e o "procedimento do álbum" foram oficialmente descontinuados em 17 de novembro de 1938, decreto sobre prisões, supervisão do promotor e curso de investigação nº 81.

Por exemplo, durante a Operação Alemã da NKVD (julho de 1937 a novembro de 1938) de 55.005 alemães condenados na Rússia, foram executados 41.898, com as ações dos tiros "album" e "Troika" sendo 24.910 e 16.988, respectivamente. Outras condenações: "álbuns": 5.624, "Troikas": 7.483.